# 西赵蛮
西赵蛮，唐朝今貴州地區的部族，对分布在牂柯西部少数民族的总称。
西赵蛮在东谢蛮之南，其界东至夷子部，西至昆明，南至西洱河。山洞阻深。南北十八日行，东西二十三日行。其风俗物产与东谢蛮相同。首领赵氏，世代为酋长。有一万余户。夷子部酋長姓季氏，是西赵蛮别种，有兵各万人。在黔州田康（田世康）的勸說下，唐太宗贞观三年（629年），西赵蛮和夷子都遣使入朝。西赵首领赵酋摩率所部一万余户内附，貞觀二十一年（647年），唐太宗以其地置明州，以首领赵磨为刺史。

## 延伸阅读
[在维基数据编辑]
 《舊唐書·卷197》，出自刘昫《舊唐書》